# Munição Pomeroy

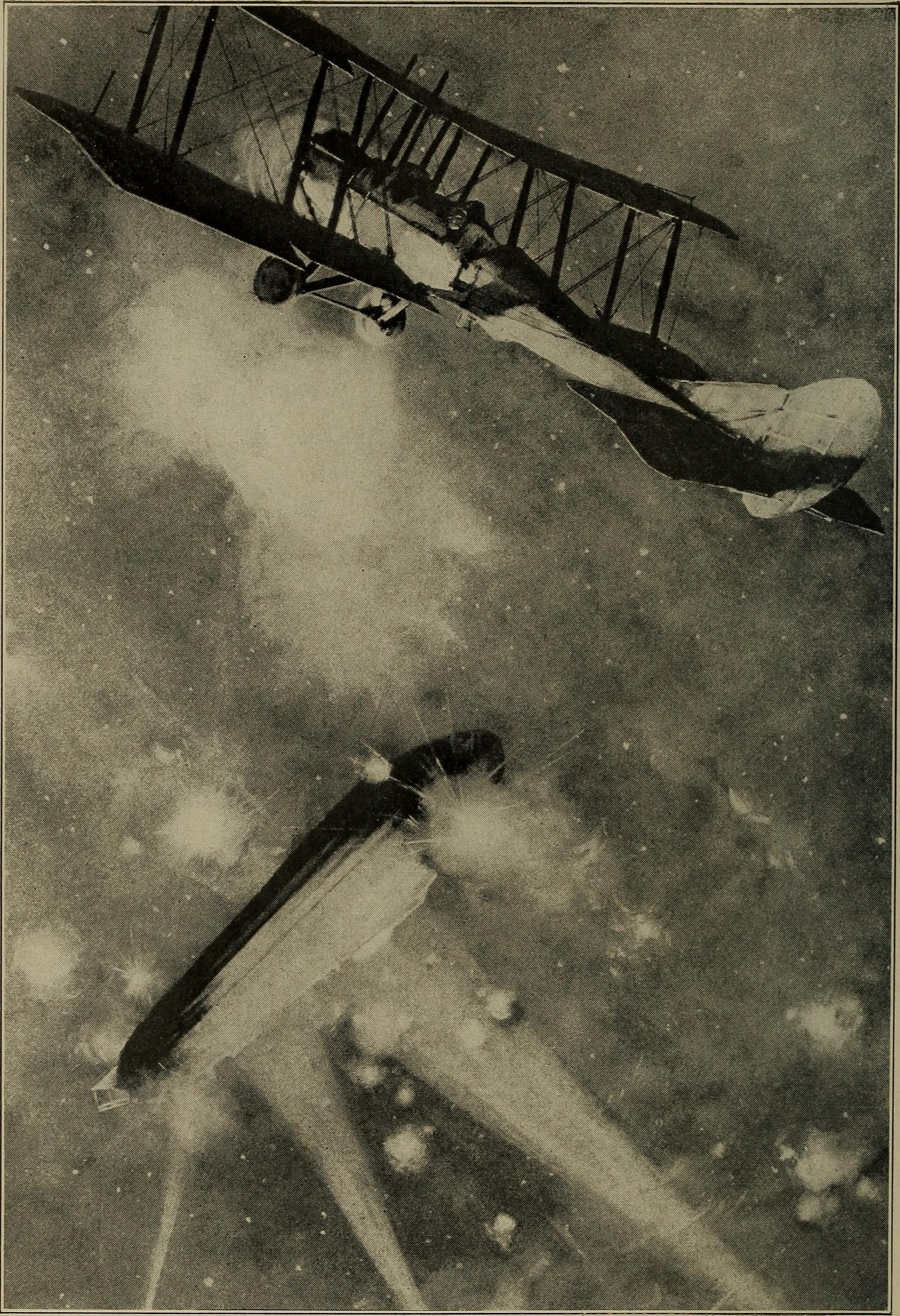
Munições Pomeroy foram usadas por aviões de caça para abater zeppelins.

A Munição Pomeroy foi projectada pelo neozelandês John Pomeroy (1873-1950) como uma arma anti-zeppelin. As Munições Pomeroy deveriam explodir ao se deparar com a mínima resistência de tecido dos envelopes contendo hidrogénio, o gás que sustentava o zeppelin no ar. A explosão resultante da munição poderia produzir um buraco maior no tecido do que o pequeno diâmetro das balas convencionais, e a energia da explosão poderia inflamar o hidrogénio na presença do oxigénio no exterior do envelope. Contudo, a sua eficácia não chegou a ser confirmada.

## Antecedentes
A Primeira Guerra Mundial viu o primeiro uso de bombardeio estratégico. Os primeiros bombardeiros eram dirigíveis Zeppelin voando em altitudes acima do alcance efetivo da maioria das armas defensivas. Aviões de caça podiam atingir a altitude de um Zeppelin, mas levavam muito tempo para fazê-lo e suas armas eram metralhadoras disparando munição de fuzil que geralmente faziam apenas pequenos buracos nos envelopes de gás de tecido do zepelim. O diferencial de pressão mínimo era insuficiente para causar rápida perda de hidrogênio contido dentro dos envelopes de tecido e as pequenas quantidades vazando desses orifícios produziram volumes mínimos de misturas dentro dos limites de inflamabilidade na atmosfera circundante. Na ausência de ignição, os danos raramente eram suficientes para causar uma rápida perda de altitude. Vários novos projetos de munição foram propostos para aumentar o dano ao tecido ou a probabilidade de ignição.

## Projeto
John Pomeroy era um jovem brilhante com uma aptidão excepcional para a inovação técnica. Aos doze anos, uma loja de ferragens lhe pagou 50 libras pelo projeto de um suporte para segurar varais acima do solo sem tombar para um lado. Outras invenções incluíam uma armadilha para coelhos indolor, uma coleira pneumática para cavalos, tesouras de ovelhas melhoradas, um fecho para manter os chapéus das senhoras na posição e protetores de pernas pneumáticos para jogadores de críquete. Sua proposta para lidar com bombardeiros zepelim foi adotada em 1916 como o "Cartridge S.A. Ball .303 inch Pomeroy Mark I". Era um cartucho padrão .303 British carregado com uma bala de chumbo jaquetada com cuproníquel de 155 grãos (10,0 g), incluindo um tubo oco de cobre preenchido com 15 grãos (0,97 g) de dinamite a 73%. A esposa de Pomeroy supostamente encheu as primeiras cinco mil balas com dinamite à mão. Em teoria, a aceleração do disparo da bala fazia com que a dinamite se separasse da diatomita (um estabilizador poroso) se estabelecendo na parte traseira do tubo, deixando um filme de nitroglicerina sensível ao choque na extremidade dianteira. A produção posterior designada "Cartridge S.A. Ball PSA .303 inch Mark II" usou dinamite a 60% com a ponta dianteira do tubo de cobre fechada e incluiu um bago de chumbo na extremidade traseira do tubo para aumentar a sensibilidade. Archibald Low ajudou no teste das balas.

## Resultados
Após testes comparativos inconclusivos, carregadores de metralhadoras de aeronaves para missões anti-Zeppelin foram carregados com uma mistura de balas Pomeroy, balas Brock contendo explosivo de clorato de potássio e balas incendiárias Buckingham contendo fósforo amarelo pirofórico. Pilotos de caça relataram disparar rajadas causando trajetórias de balas aproximadamente paralelas ao lado de um zepelim parecia mais eficaz do que trajetórias penetrantes de balas perpendiculares ao envelope de gás. Houve discordância sobre qual tipo de bala poderia ter incendiado os relativamente poucos Zeppelins destruídos por aviões de caça. As balas Pomeroy podem ser melhor lembradas. Depois que Brock foi morto durante a incursão a Zeebrugge, Pomeroy promoveu seu projeto enquanto recebia £ 25.000 pela produção dessas balas durante a Primeira Guerra Mundial e entreteve seus clientes com histórias enquanto vendia tortas de uma carroça puxada por cavalos em Melbourne durante a Segunda Guerra Mundial.